# Partia Młodoniemiecka w Polsce

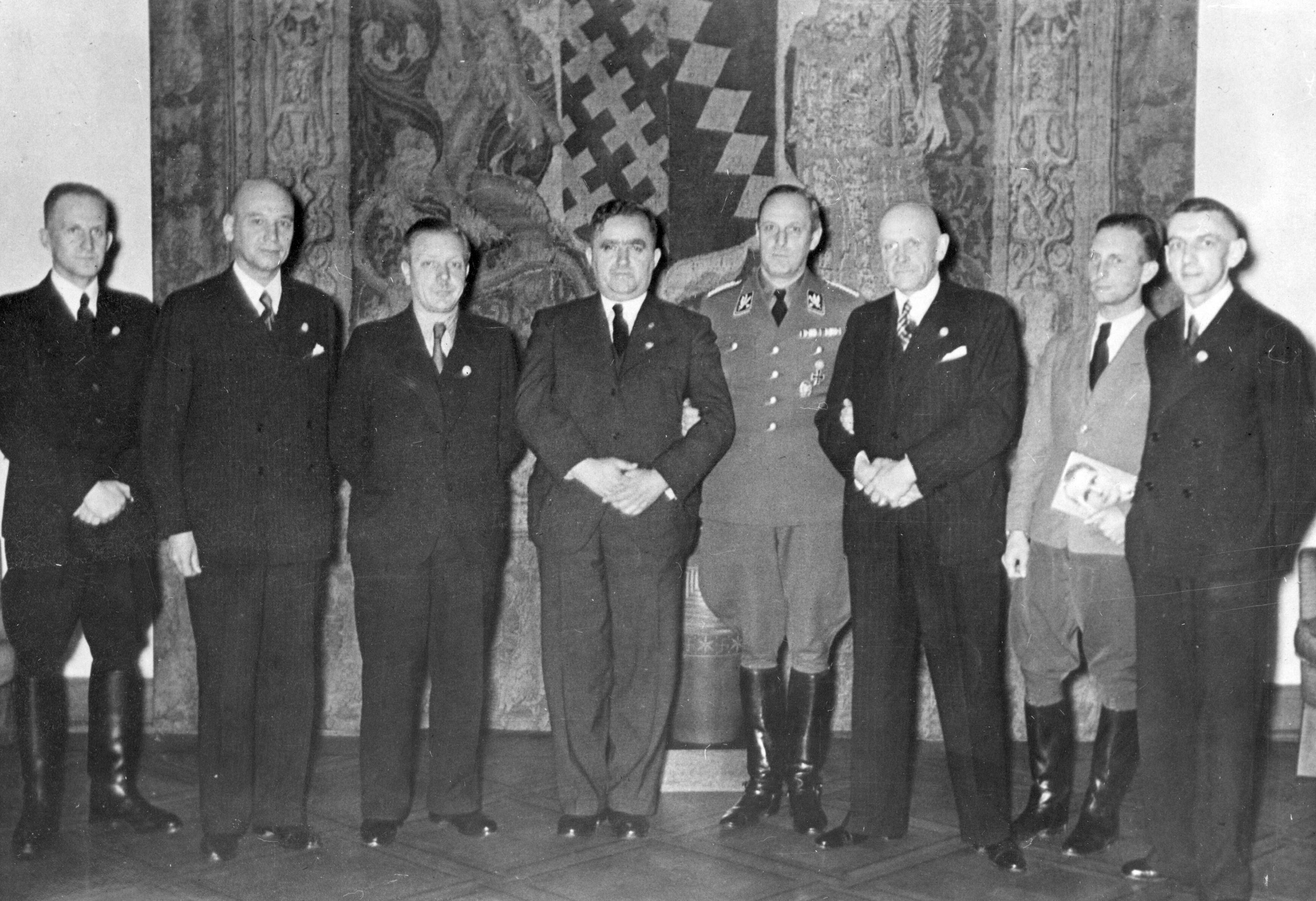
Przywódca JDP wśród innych volksdeutschów z Polski po otrzymaniu z rąk Adolfa Hitlera honorowych odznak. Od lewej: Ludwig Wolff z Łodzi, Otto Ulitz z Katowic, gauleiter Josef Wagner z Wrocławia, burmistrz Rudolf Wiesner z Bielska, obergruppenführer Werner Lorenz, senator Erwin Hasbach z Ciechocinka, baron Gero von Gersdorff z Wielkopolski, Weiss z Jarocina.

Partia Młodoniemiecka w Polsce (niem. Jungdeutsche Partei in Polen, JDP) – założona w 1931 r. w Bielsku narodowosocjalistyczna partia mniejszości niemieckiej działająca w granicach II Rzeczypospolitej. Działała w latach 1931–1939. W połowie lat 30. XX wieku liczyła w Polsce  tysiące członków.

## Historia
Partia miała swoje korzenie w założonym w roku 1921 w Bielsku na Śląsku Cieszyńskim Niemieckim Związku Narodowo-Socjalistycznym dla Polski. Od roku 1930 zmieniła nazwę na Partia Młodoniemiecka w Polsce, dążąc jednocześnie do rozszerzenia swoich wpływów na całą mniejszość niemiecką zamieszkałą na terenie II RP. Celem partii była monopolizacja sceny politycznej w środowisku Niemców zamieszkałych w Polsce i w tym celu zwalczała ona inne niemieckie organizacje i partie, starając się je wchłonąć. Przywódcą partii był Rudolf Wiesner, którego organizacja kreowała na führera wszystkich Niemców mieszkających w przedwojennej Polsce. Oprócz Wiesnera innymi znanymi działaczami partii byli Theodor Bierschenk oraz O. Drozd.
Partia młodoniemiecka w Polsce jednak ostro rywalizowała z inną niemiecką organizacją Deutsche Vereinigung (DV). Oprócz JDP na terenie Polski działała również inna narodowosocjalistyczna organizacja – Landesgruppe Polen der NSDAP – wydająca gazetę „Idee und Wille”.
W połowie lat 30. JDP stała się główną ogólnokrajową prohitlerowską partią polityczną mniejszości niemieckiej w Polsce opartą na ideologii narodowego socjalizmu. Stanowiła „polską odmianę NSDAP” zarówno pod względem programowym, jak i metod działania. Organizacyjnie JDP, podobnie jak inne niemieckie organizacje w przedwojennej Polsce, podlegała Hauptamt Volksdeutsche Mittelstelle zwanej w skrócie VoMI kierowanej przez obergruppenführera SS Wernera Lorenza. Członkowie JDP nosili uniformy ze swastyką, organizowali zloty i pochody. Prowadzili agresywną i niewybredną propagandę antypolską, tworzyli własne bojówki i oddziały szturmowe, które prowokowały bójki oraz stosowały zastraszanie przeciwników. W latach 1938–1939 partia wysuwała żądania autonomii dla Niemców w granicach II RP.

## V kolumna
W maju 1939 r. kierownik partii Rudolf Wiesner przy wsparciu dwóch kapitanów Wehrmachtu z Wrocławia kpt. Flecka oraz kpt. Funka zainicjował tworzenie tzw. Freikorps der Gewerkschaft Deutscher Arbeiter (Korpus Ochotniczy Związku Zawodowego Niemieckich Robotników). Utworzyli oni z członków mniejszości niemieckiej zamieszkałej na terenie Śląska trzy oddziały Freikorpsu: w Bielsku – Ortsgruppe Bielitz, w Katowicach – Ortsgruppe Kattowitz i w Rybniku – Ortsgruppe Rybnik. Z dokumentów niemieckich odnalezionych przez Andrzeja Szefera w archiwum w Opawie wynika, że ponad połowę osób wcielonych do Freikorpsu stanowili członkowie partii JDP..
Celem Freikorpsu przed atakiem na Polskę było gromadzenie broni i prowadzenie szkolenia wojskowego oraz sabotaż i organizowanie akcji prowokacyjnych. W trakcie wojny Freikorps miał za zadanie zabezpieczać przed zniszczeniem ważne obiekty przemysłowe, drogi i mosty oraz prowadzić partyzantkę wymierzoną w Wojsko Polskie. Po decyzji, która zapadła między 8 a 10 września 1939 roku w Berlinie, o utworzeniu z członków mniejszości niemieckiej w Polsce paramilitarnej organizacji Volksdeutscher Selbstschutz, freikorpsy weszły w jej skład.

## Organy prasowe
Organizacja wydawała szereg gazet:
- „Das Freie Wort” – Bielsko
- „Der Aufbruch” – początkowo wydawane w Bielsku a później w Katowicach,
- „Völkischer Anzeiger” – Łódź

## Oddziały JDP w Polsce
Partia Młodoniemiecka miała w II RP szereg oddziałów:
- Pomorze – pełnomocnikiem partii na teren Pomorza była Berta Spitzer z Młotkowa
- Obwód w Bielsku i Białej – komisarz obwodowy Rudolf Wiesner
- Obwód w Lesznie – Artur Krämer
- Obwód we Włoszakowicach – komisarz obwodowy Heinz Hoffman.
- Obwód w Pabianicach – komisarz obwodowy Emil Schmidt.